# Winter-Paralympics 2010/Teilnehmer (Spanien)
| stlisierte Goldmedaille | stlisierte Silbermedaille | stlisierte Bronzemedaille |
| ----------------------- | ------------------------- | ------------------------- |
| 1                       | 2                         | —                         |

Spanien schickte bei den Winter-Paralympics 2010 in Vancouver zwei Athletinnen und drei Athleten an den Start.

## Teilnehmer nach Sportarten

### Ski Alpin
Damen:
- Anna Cohi Fornell
Slalom, sehbehindert: 9. Platz
Riesenslalom, sehbehindert: 5. Platz
Abfahrt, sehbehindert: 7. Platz
- Ursula Pueyo Marimon

Herren:
- Andres Boira Diaz
Slalom, sehbehindert: 7. Platz
Riesenslalom, sehbehindert: 12. Platz
- Gabriel Gorce Yepes
Slalom, sehbehindert: DSQ
Riesenslalom, sehbehindert: 10. Platz
Abfahrt, sehbehindert: DSQ
- Jon Santacana Maiztegui
Slalom, sehbehindert: Silber 
Riesenslalom, sehbehindert: Silber 
Abfahrt, sehbehindert: Gold

Keine spanischen Teilnehmer.